# صبغة أمريكية
الصًبغة الأمريكية أو حشيشة الدودة أو حُمرَة أو صبغة (باللاتينية: Phytolacca americana) نوع نباتي يتبع جنس الصًبغة من الفصيلة الصبغية (باللاتينية: Phytolaccaceae). النبات عالي السمية.

## البيئة والانتشار
موطنه شرق أمريكا الشمالية وهو منتشر في أوروبا الغربية وشرق آسيا وشرق أستراليا ومناطق من أمريكا الجنوبية.